# الحرب الخاطفة ميزان المدفوعات
الحرب الخاطفة ميزان المدفوعات (بالإنجليزية: Blitzkrieg Bop)‏ هي أغنية لفرقة موسيقى الروك الأمريكية رامونيس. تم إصداره كأول أغنية فردية للفرقة في فبراير 1976 في الولايات المتحدة. ظهرت كأغنية افتتاحية في الألبوم الأول للفرقة، رامونيس، الذي تم إصداره في 23 أبريل 1976.
الأغنية، التي نُسبت إلى الفرقة ككل، كتبها عازف الدرامز تومي رامون (موسيقى وكلمات) وعازف قيثارة دي دي رامون (كلمات). استنادًا إلى نمط بسيط ثلاثي الأوتار، تبدأ أغنية «الحرب الخاطفة ميزان المدفوعات» بترديد "Hey! Ho! Let's go!" الأغنية مشهورة في الأحداث الرياضية حيث "Hey! Ho! Let's go!" يصرخ أحيانًا على أنه صرخة حاشدة.
«الحرب الخاطفة ميزان المدفوعات» هي رقم 92 في قائمة رولينج ستون لأعظم 500 أغنية في كل العصور. في مارس 2005، صنفتها مجلة مجلة كيو في المرتبة 31 في قائمتها لأكبر 100 مسار غيتار، وفي عام 2008، صنفتها مجلة رولينج ستون في المرتبة 18 من أفضل 100 أغنية غيتار في كل العصور. في عام 2009، تم تسميتها كأفضل 25 أغنية هارد روك على الإطلاق من قبل في إتش 1.